# Bukva (Tešanj)
Pour les articles homonymes, voir Bukva.
Bukva (en cyrillique : Буква) est un village de Bosnie-Herzégovine. Il est situé dans la municipalité de Tešanj, dans le canton de Zenica-Doboj et dans la fédération de Bosnie-et-Herzégovine. Selon les premiers résultats du recensement bosnien de 2013, il compte 1 022 habitants.
Avant 1991, le village était rattaché à Tešanj ; depuis 1991, il est recensé comme une entité administrative à part entière.

## Géographie
Le village est situé au nord de Tešanj, sur les bords de la rivière Tešanjka, un affluent de l'Usora.

## Démographie

### Évolution historique de la population dans la localité
| 1948 | 1953 | 1961 | 1971 | 1981 | 1991 | 2013  |
| ---- | ---- | ---- | ---- | ---- | ---- | ----- |
| -    | -    | -    | -    | -    | 834  | 1 022 |

|  |

### Communauté locale
En 1991, la communauté locale de Bukva comptait 1 138 habitants, répartis de la manière suivante :